# Campionat del món de ciclisme en pista de 1965
El Campionat Mundial de Ciclisme en Pista de 1965 es va celebrar a Sant Sebastià (País Basc) del 6 al 12 de setembre de 1965. Les competicions es van celebrar al Velòdrom d'Anoeta de Sant Sebastià. En total es va competir en 9 disciplines, 7 de masculines i 2 de femenines.

## Resultats

### Masculí

#### Professional
| Prova                 | Or                         | Argent                     | Bronze                        |
| Velocitat individual  | Giuseppe Beghetto · Itàlia | Patrick Sercu · Bèlgica    | Ron Baensch · Austràlia       |
| Persecució individual | Leandro Faggin · Itàlia    | Ferdinand Bracke · Bèlgica | Dieter Kemper · RFA           |
| Darrere moto          | Guillem Timoner · Espanya  | Romain De Loof · Bèlgica   | Jacob Oudkerk · Països Baixos |

#### Amateur
| Prova                 | Or                                                                                              | Argent                                                                             | Bronze                                                                       |
| Velocitat individual  | Omar Phakadze · Unió Soviètica                                                                  | Giordano Turrini · Itàlia                                                          | Daniel Morelon · França                                                      |
| Persecució individual | Tiemen Groen · Països Baixos                                                                    | Stanislav Moskvin · Unió Soviètica                                                 | Preben Issaksson · Dinamarca                                                 |
| Persecució per equips | Unió Soviètica · Stanislav Moskvin · Sergeï Teretschenkov · Mikhail Kolyuschev · Leonid Vukolov | Itàlia · Cipriano Chemello · Vincenzo Mantovani · Aroldo Spadoni · Luigi Roncaglia | Txecoslovàquia · Jiří Daler · Milan Puzrla · Frantisek Rezak · Milos Jelinek |
| Darrere moto          | Miquel Mas · Espanya                                                                            | Etienne Van der Vieren · Bèlgica                                                   | Alain Marechal · França                                                      |

### Femení
| Prova                 | Or                                  | Argent                              | Bronze                         |
| Velocitat individual  | Valentina Savina · Unió Soviètica · | Galina Ermolaeva · Unió Soviètica · | Karin Stüwe · RDA              |
| Persecució individual | Yvonne Reynders · Bèlgica ·         | Hannelore Mattig · RDA ·            | Aino Pouronen · Unió Soviètica |

## Medaller
| Pos. | País           | Or | Plata | Bronze | Total |
| 1    | Unió Soviètica | 3  | 2     | 1      | 6     |
| 2    | Itàlia         | 2  | 2     | 0      | 4     |
| 3    | Espanya        | 2  | 0     | 0      | 2     |
| 4    | Bèlgica        | 1  | 4     | 0      | 5     |
| 5    | Països Baixos  | 1  | 0     | 1      | 2     |
| 6    | RDA            | 0  | 1     | 1      | 2     |
| 7    | França         | 0  | 0     | 2      | 2     |
| 8    | Austràlia      | 0  | 0     | 1      | 1     |
| 8    | Dinamarca      | 0  | 0     | 1      | 1     |
| 8    | RFA            | 0  | 0     | 1      | 1     |
| 8    | Txecoslovàquia | 0  | 0     | 1      | 1     |
|      | TOTAL          | 9  | 9     | 9      | 27    |